# Blackburneus luciphilus
Blackburneus luciphilus är en skalbaggsart som beskrevs av S. Endrödi 1973. Blackburneus luciphilus ingår i släktet Blackburneus och familjen Aphodiidae. Inga underarter finns listade.